# UCI ProTour 2009
El UCI ProTour 2009 fue la quinta edición del sistema UCI ProTour, en el cual los equipos UCI ProTeam (primera categoría) tuvieron garantizada y obligada la participación en todas las carreras con dicha denominación de UCI ProTour.
En esta edición a pesar de que las carreras organizadas por las Grandes Vueltas continuaban sin estar en el ProTour si entraron en un calendario global de la UCI llamado UCI World Calendar, con la denominación de Carreras Históricas siendo en ese caso la participación no obligatoria y dada mediante invitación aunque con preferencia para los equipos ProTour. Debido a esta unión desapareció la clasificación ProTour surgiendo la clasificación UCI World Ranking. Con lo que a partir de esta edición el ProTour se convirtió en "simplemente" una forma de definir a los equipos de primera categoría (equipos ProTeam) con las carreras de máximo nivel asociadadas a la UCI (carreras ProTour).

## Equipos (18)
Estos equipos tuvieron garantizada y obligada su participación en las 14 carreras UCI ProTour y opcional, por invitación aunque con preferencia, en el resto de las 10 carreras UCI World Calendar.
| Código UCI | Equipo                      | N.º de carreras del UCI World Calendar en las que han participado |
| ---------- | --------------------------- | ----------------------------------------------------------------- |
| ALM        | Ag2r-La Mondiale            | 24 (todas)                                                        |
| AST        | Astana                      | 24 (todas)                                                        |
| BBO        | Bbox Bouygues Telecom       | 24 (todas)                                                        |
| GCE        | Caisse d'Epargne            | 24 (todas)                                                        |
| COF        | Cofidis, le Crédit en Ligne | 23                                                                |
| EUS        | Euskaltel-Euskadi           | 23                                                                |
| FDJ        | Française des Jeux          | 23                                                                |
| FUJ        | Fuji-Servetto               | 19                                                                |
| GRM        | Garmin-Slipstream           | 24 (todas)                                                        |
| LAM        | Lampre-NGC                  | 24 (todas)                                                        |
| LIQ        | Liquigas                    | 24 (todas)                                                        |
| QST        | Quick Step                  | 24 (todas)                                                        |
| RAB        | Rabobank                    | 24 (todas)                                                        |
| SIL        | Silence-Lotto               | 24 (todas)                                                        |
| THR        | Team Columbia-HTC           | 24 (todas)                                                        |
| KAT        | Team Katusha                | 23                                                                |
| MRM        | Team Milram                 | 24 (todas)                                                        |
| SAX        | Team Saxo Bank              | 24 (todas)                                                        |

Además, como viene siendo habitual, también participaron combinados nacionales (con corredores de equipos de los Circuitos Continentales UCI) en las carreras UCI ProTour de países con poca tradición ciclista que fueron el Tour Down Under (selección llamada UniSA-Australia) y el Tour de Polonia (selección llamada Team Poland Bank BGŻ), que solo tuvieron un permiso especial para correr en esas carreras en concreto. Esas participaciones se produjeron sin que los corredores de dichas selecciones pudiesen aspirar a obtener puntuación (ni obviamente esa selección ni el equipo oficial del corredor). Esas carreras con esas selecciones fueron las únicas excepciones en las que se permitió correr a corredores sin pasaporte biológico ya que alguno de los seleccionados no estaban en equipos adheridos a dicho pasaporte.

## Carreras (14)
Para las Carreras Históricas, véase Carreras Históricas 2009
| Fecha                 | Carrera                         | Vencedor             | Equipo del vencedor |
| --------------------- | ------------------------------- | -------------------- | ------------------- |
| 20-25 de enero        | Tour Down Under                 | Allan Davis          | Quick Step          |
| 5 de abril            | Tour de Flandes                 | Stijn Devolder       | Quick Step          |
| 6-11 de abril         | Vuelta al País Vasco            | Alberto Contador     | Astana              |
| 8 de abril            | Gante-Wevelgem                  | Edvald Boasson Hagen | Columbia            |
| 19 de abril           | Amstel Gold Race                | Serguéi Ivanov       | Katusha             |
| 28 de abril-2 de mayo | Tour de Romandía                | Roman Kreuziger      | Liquigas            |
| 18-24 de mayo         | Volta a Cataluña                | Alejandro Valverde   | Caisse d'Epargne    |
| 7-14 de junio         | Critérium de la Dauphiné Libéré | Alejandro Valverde   | Caisse d'Epargne    |
| 13-21 de junio        | Vuelta a Suiza                  | Fabian Cancellara    | Saxo Bank           |
| 1 de agosto           | Clásica de San Sebastián        | Carlos Barredo       | Quick Step          |
| 2-8 de agosto         | Tour de Polonia                 | Alessandro Ballan    | Lampre              |
| 16 de agosto          | Vattenfall Cyclassics           | Tyler Farrar         | Garmin Slipstream   |
| 19-26 de agosto       | Eneco Tour                      | Edvald Boasson Hagen | Columbia-HTC        |
| 23 de agosto          | G. P. Plouay                    | Simon Gerrans        | Cervélo             |

### Polémico precalendario
Véase también: Disputa entre la UCI y los organizadores de las Grandes Vueltas
De las carreras que estaban en el precalendario pero finalmente no se incluyeron en el calendario definitivo destaca la de la Vuelta a Alemania que no se disputó, debido a los numerosos casos de dopaje en el ciclismo, según informó la organización, el 17 de octubre de 2008 en un comunicado oficial (que debía disputarse en septiembre). Asimismo, hubo carreras novedosas que estuvieron en ese precalendario pero que finalmente tampoco se incluyeron en el calendario ProTour, fueron: Prueba en Sudáfrica (del 9 al 6 de marzo), Prueba en Rusia (del 11 al 17 de mayo), Prueba en China (del 26 al 31 de mayo), Campeonato del Mundo de Ciclismo en Ruta (que en ese precalendario puntuaba y debía disputarse en agosto) y Prueba Final (que estaba como incógnita).
Este intento de introducción de pruebas "exóticas" sin historia ni tradición fue vista por muchos como un intento de torpedear las carreras organizadas por las Grandes Vueltas, que se sumó a la duda de los equipos de la conveniencia de tener licencia ProTour si no tenían asegurada su presencia en muchas grandes carreras a la vez que tenían que hacer grandes viajes para disputar carreras con poco interés comercial para sus intereses. Tras muchas dudas y reuniones y a poco de iniciarse la temporada (en enero del 2009) finalmente se llegó a un acuerdo y la UCI retiró esas pruebas novedosas y las Grandes Vueltas accedieron a crear un ranking y calendario común.
Por ello se añadieron pruebas tradicionales y con historia que ya estaban en el calendario pasado del ProTour como el Eneco Tour del Benelux y la Vattenfall Cyclassics (que en el precalendario estaban como incógnitas); y sobre todo con la inclusión de la Amstel Gold Race, la Dauphiné Libéré y el Gran Premio de Plouay. Mientras, las carreras organizadas por los organizadores de las Grandes Vueltas también entraron en el calendario de máxima categoría de la UCI pero dentro del grupo denominado Carreras Históricas.

## Clasificaciones
Véase: Clasificaciones del UCI World Ranking 2009